# Hihifo

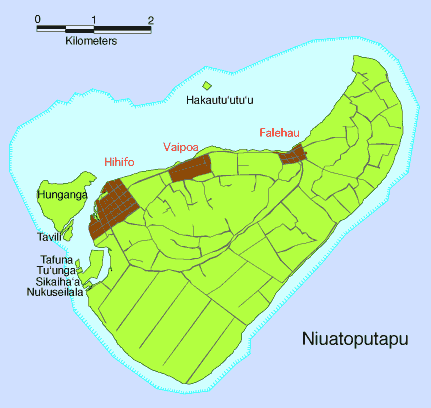
Vista da subdivisão de Niuatoputapu.

Hihifo é a cidade principal da ilha de Niuatoputapu, em Tonga.
Hihifo (que significa "ocidental" na língua de Tonga) está situado no lado oeste de Niuatoputapu e é o principal centro de instalações públicas e governamentais para os moradores da ilha, com uma estação de correios e posto policial.
As outras duas localidades em Niuatoputapu são Falehau e Vaipoa. Hihifo foi amplamente destruído com o terremoto de 2009 e o tsunami de Samoa, com um grande número de mortos.